# Felipe IV (1653-1655)
El retrato en busto de Felipe IV conservado en el Museo del Prado (inventario n.º 161) es el último retrato tomado del natural que Velázquez hizo del rey y el único tras la vuelta del segundo viaje que el pintor hizo a Italia.

## Descripción
Se trata de un pequeño e inacabado estudio tomado del natural de la cabeza del rey, con el pecho y los hombros sólo indicados. Aunque la preparación del lienzo es similar a la empleada por Velázquez en Las meninas, el rostro del rey está más modelado que en algunas otras pinturas de esta época, evidenciando su carácter de estudio del natural destinado a servir de modelo para los retratos oficiales del monarca, en tanto que el resto de la pintura está sólo someramente descrito, pintando sobre la tela de raso negro algunos toques más claros para resaltar los brillos de la seda y poquísimas pinceladas largas de negro algo más intenso para marcar límites y pliegues con gran economía de recursos. 
El aspecto del monarca, que en el momento de ser retratado rondaba los cincuenta años, ha sido objeto de abundante literatura e interpretaciones psicológicas en las que pueden haber pesado más los datos externos al cuadro que la propia obra y las intenciones del pintor. Para Jonathan Brown la idea de que el retrato pueda tomarse como un documento de la decadencia, reflejándose el sentimiento de derrota en el rostro del monarca, entra en contradicción con el elevado número de copias que se hicieron de este retrato, «lo que sugiere que se pintaron [éste y el retrato de Londres] como imágenes oficiales, y no como impresiones subjetivas del artista sobre el estado anímico y corporal del monarca». La misma cabeza, copiada por el taller e integrada en un retrato de cuerpo entero con el rey vestido de armadura, en el llamado Felipe IV con un león a los pies (Museo del Prado), produce según observa Brown, un efecto muy distinto, en el que «la nube de melancolía se desvanece».

## Historia
La fecha de ejecución del retrato ha de quedar comprendida entre el 8 de julio de 1653, cuando el propio rey escribía a la monja sor Luisa Magdalena de Jesús: «no fue mi Retrato porque a nueve años que no se a hecho ninguno, y no me inclino a passar por la flema de Velázquez assí por ella, como por no verme ir embejeciendo», y el año 1655 cuando el dibujo de la cabeza sirvió de modelo a Pedro de Villafranca para un grabado con el rey revestido de armadura, publicado en ese año en Madrid al frente de la Regla y establecimientos de la Orden y Cavallería del glorioso Apóstol Santiago. 
José López-Rey apunta que pudiera tratarse de alguno de los bustos de miembros de la casa de Austria inventariados por Mazo en el Alcázar de Madrid en 1666 a nombre de Velázquez y sin otras especificaciones, pero no se tienen noticias seguras del cuadro hasta 1745 cuando formaba parte de la colección del duque del Arco. Incorporado a las colecciones reales a partir de esa fecha, en 1816 ingresó en la Real Academia de Bellas Artes de San Fernando, pasando al Prado en 1827.

## Copias

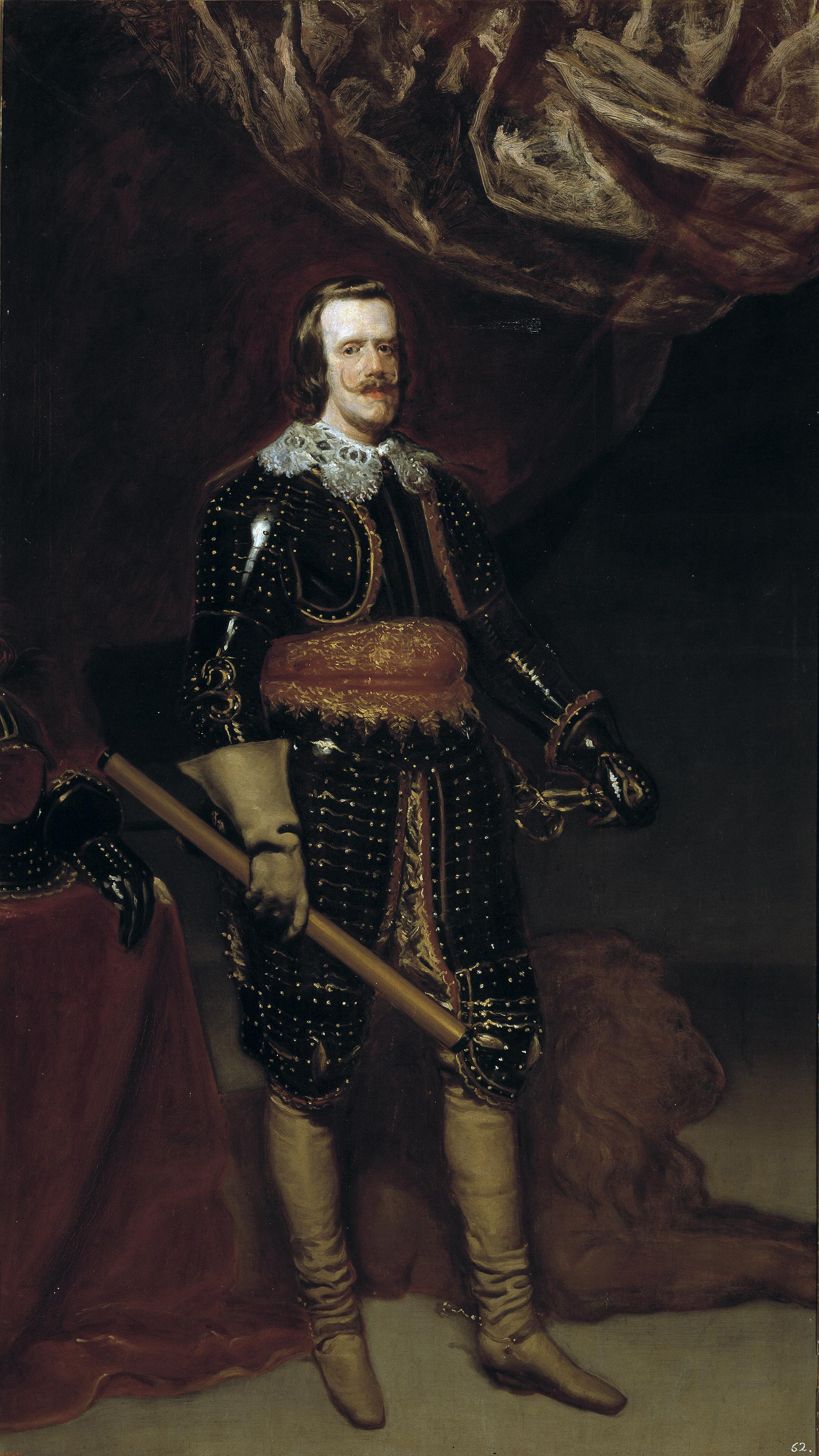
Velázquez, taller: Felipe IV en armadura con un león a los pies, Madrid, Museo del Prado.

El retrato del Prado sirvió de prototipo para un elevado número de copias, algunas de las cuales con el añadido de un collar del que a menudo cuelga la insignia del Toisón de Oro. Entre estas copias pueden citarse el retrato que siendo también propiedad del Museo del Prado está depositado en la embajada de España en Buenos Aires o los conservados en el Museo de Bellas Artes de San Fernando de Madrid, Museo del Hermitage y Kunsthistorisches Museum de Viena, posiblemente enviado por Felipe IV al archiduque Leopoldo Guillermo. La misma cabeza se tomó de modelo para retratos de mayor aparato, como el ya citado Felipe IV con un león a los pies, rectificando conforme a este modelo una cabeza anterior visible en la radiogarfía.

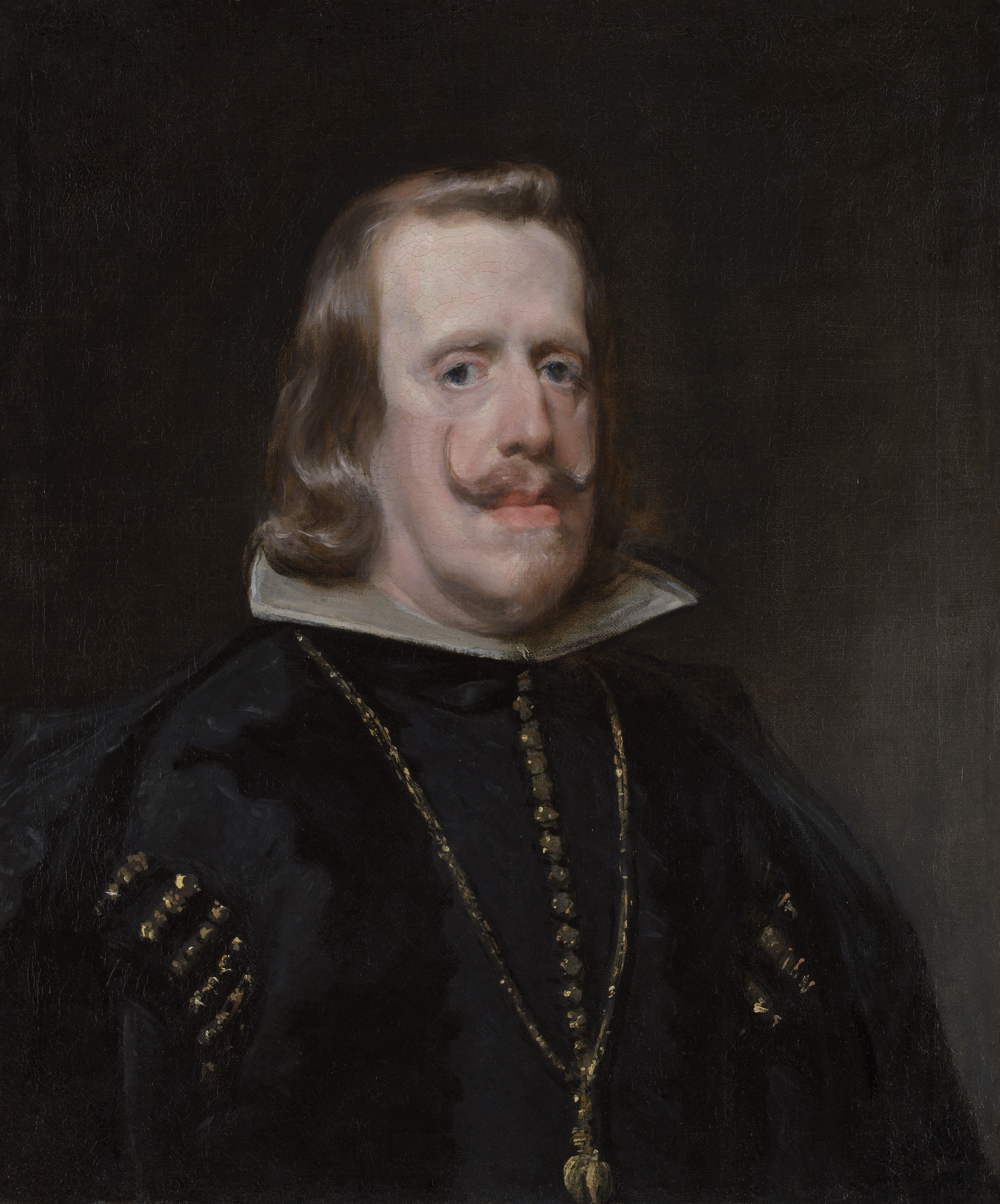
Diego Velázquez, con posible participación del taller, Felipe IV, National Gallery de Londres.

Una versión de este retrato, conservada en la National Gallery de Londres, con diferencias en la indumentaria -paño de terciopelo sin brillos, botones dorados y collar- y un rostro menos trabajado, descartado por López-Rey, que lo considera copia de un discípulo, podría ser, según Jonathan Brown, original e independiente del modelo del Prado, pintado algunos años más tarde que éste a juzgar por el aspecto aparentemente algo más avejentado del monarca, e igualmente oficial, pues de él derivaría el mayor número de copias. La fecha límite para esta segunda versión sería 1657, cuando apareció publicado al frente de la Descripción breve del monasterio de San Lorenzo el Real del Escorial otro grabado de Pedro Villafranca del mismo retrato relacionado en su indumentaria con el busto de Londres. Neil MacLaren, conservador de la National Gallery, afirmaba tras su limpieza en 1946 que si bien la cabeza fue pintada indudablemente por Velázquez, el resto correspondía a la mano de un ayudante. Julián Gállego, autor de la ficha redactada con ocasión de la presencia del cuadro de Londres en la exposición antológica dedicada a Velázquez en 1990, defendió la autografía velazqueña íntegra del cuadro, pintado como el del Prado con técnica «asombrosamente sencilla», sin pronunciarse sobre la precedencia entre ellos.
Alfonso E. Pérez Sánchez presentó con algunas vacilaciones como autógrafo otro retrato procedente de la colección reunida en su palacio de Boadilla por el infante don Luis, hermano de Carlos III. Con la cadena recortada, el lienzo sería algo anterior al del Prado y reflejaría mejor que ningún otro la humanidad del rey, en su deje melancólico y tierno, conforme al comentario que Lázaro Díaz del Valle hizo ante un retrato del rey recién acabado por Velázquez y que juzgaba superior a todos los de Palacio, pues tenía «mucha alma en carne viva».